# Eduard Nicola
Eduard Adrian Nicola (n. 20 mai 1983, Râmnicu Sărat, România) este un fotbalist român care joacă pentru clubul Academica Clinceni din Liga a II-a.

## Legături externe
- Profil pe Romaniansoccer.ro
- Profilul lui Eduard Nicola pe Soccerway
- Profil Oficial ACS Poli Arhivat în 11 august 2013, la Wayback Machine.